# Nicholas Yates
Nicholas Yates –conocido como Nick Yates– es un deportista británico que compitió en bádminton para Inglaterra. Ganó una medalla de bronce en el Campeonato Europeo de Bádminton de 1982, en la prueba individual.

## Palmarés internacional
| Representando a Inglaterra |                 |                   |            |
| Campeonato Europeo         |                 |                   |            |
| Año                        | Lugar           | Medalla           | Prueba     |
| 1982                       | Böblingen (RFA) | Medalla de bronce | Individual |